# Cardiocondyla strigifrons
Cardiocondyla strigifrons is een mierensoort uit de onderfamilie van de Myrmicinae. De wetenschappelijke naam van de soort is voor het eerst geldig gepubliceerd in 1922 door Viehmeyer.